# Gaura
Genre
Classification phylogénétique
Gaura est un genre de plantes à fleur de la famille des Onagracées, originaire d'Amérique du Nord. 
Le genre comprend de nombreuses espèces de plantes mellifères. 
Le genre est considéré maintenant comme un synonyme d’Oenothera et les espèces sont placées dans la section Gaura.

## Étymologie
Le nom de genre vient du grec γαῦρος - gauros, « orgueilleux ; fier », en référence à la « beauté remarquable de la fleur ».

## Description
Ce sont des plantes herbacées annuelles, bisannuelles ou vivaces ; la plupart sont des plantes vivaces à rhizomes robustes, formant souvent des fourrés denses, et dont le surpeuplement crée des zones d'ombre pour les autres espèces végétales.

### Caractéristiques générales
Les gauras ont une rosette de feuilles à la base, d'où s'élèvent des tiges fleuries jusqu'à 2 mètres (rarement plus) de haut.
Les fleurs ont quatre (rarement trois) pétales ; elles sont zygomorphes, avec tous les pétales dirigés plus ou moins vers le haut.
Le fruit est un organe en forme d'écrou indéhiscent contenant des graines brun rougeâtre. La plante se reproduit par semis mais aussi par la croissance des rhizomes.

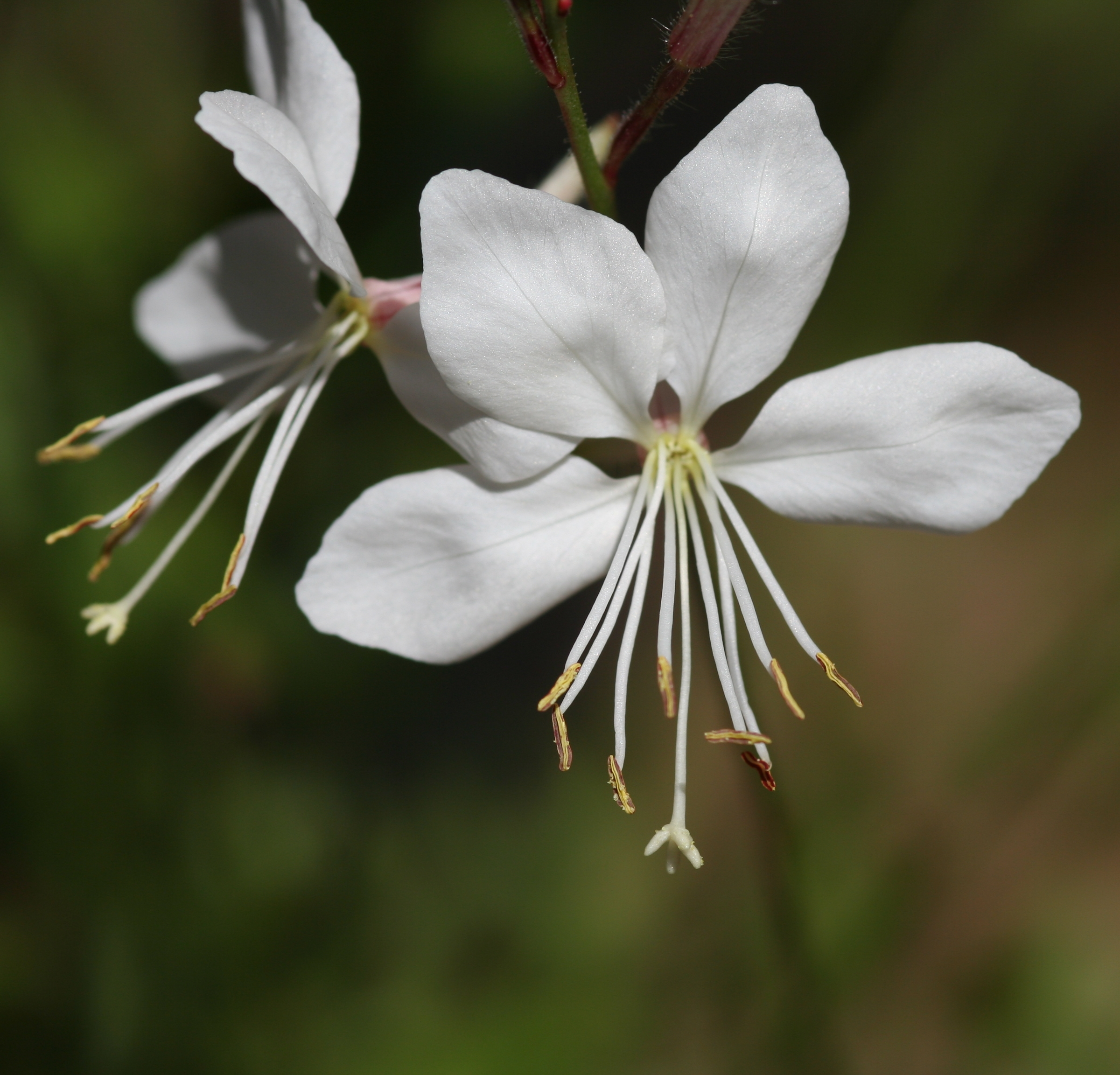
Gaura lindheimeri. Notez les 4 pétales, les 8 étamines et le style à 4 stigmates au centre.
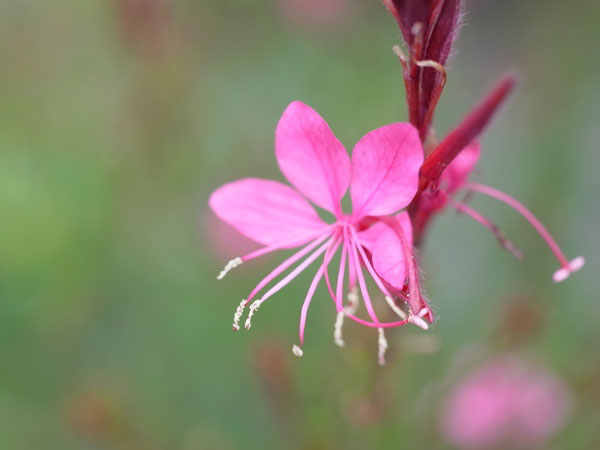
Fleur de Gaura lindheimeri rose.

## Plantes envahissantes
Plusieurs espèces de Gaura sont considérées comme des mauvaises herbes, en particulier dans les zones perturbées ou surexploités où elles s'implantent facilement. Elles peuvent être gênantes dans des zones telles que les pâturages. Les efforts visant à contrôler Gaura se concentrent principalement sur la prévention de la mauvaise utilisation des terres. Il n'existe aucune méthode de lutte biologique contre les plantes du genre Gaura, et supprimer les infestations existantes est difficile, principalement en raison de la capacité de reproduction de la plante à partir de morceaux de rhizome laissés dans le sol[réf. nécessaire].

## Principales espèces
- Gaura angustifolia
- Gaura biennis
- Gaura boquillensis
- Gaura brachycarpa
- Gaura calcicola
- Gaura coccinea
- Gaura demareei
- Gaura drummondii
- Gaura filipes
- Gaura hexandra
- Gaura lindheimeri
- Gaura linifolia (syn. Stenosiphon linifolius)
- Gaura longiflora
- Gaura macrocarpa
- Gaura mckelveyae
- Gaura parviflora (syn. G. mollis)
- Gaura mutabilis
- Gaura neomexicana
- Gaura sinuata
- Gaura suffulta
- Gaura triangulata
- Gaura villosa

## Utilisation
Malgré la mauvaise réputation des plantes de ce genre[réf. nécessaire], certaines espèces sont cultivées comme plantes de jardin, tels que Gaura lindheimeri (Gaura Blanc).